# Brothers in Arms DS
Brothers in Arms DS és un videojoc per la Nintendo DS, desenvolupat per Gearbox Software i Gameloft, i publicat per Ubisoft. És part de la saga de videojocs establerta per Gearbox que va començar a Brothers in Arms: Road to Hill 30.
El videojoc és el primer de la saga llançat per una consola de Nintendo, el Brothers in Arms: Double Time per la Wii en serà el segon.

## Jugabilitat
Brothers in Arms DS és d'acció en tercera persona que s'ubica en l'època de la Segona Guerra Mundial. Hi ha 13 missions en 3 campanyes a Tunísia, Normandia i Ardennes. El videojoc es pot jugar en mode multijugador fins a 4 jugadors.